# Sala Baganza
Sala Baganza är en ort och kommun i provinsen Parma i regionen Emilia-Romagna i Italien. Kommunen hade 5 679 invånare (2018).